# Région des Lacs
La région des Lacs (en espagnol : Región de Los Lagos), est une région du Chili. Elle est entourée au nord par la région des Fleuves, à l'est par l'Argentine et au sud par la région Aisén del General Carlos Ibáñez del Campo. C'est une région formée de montagnes, d'îles et de lacs (comme son nom l'indique).
Géographiquement, la région est divisée en trois parties. Le secteur continental va jusqu'à Puerto-Montt, l'archipel de Chiloé et la région des fjords, adossée aux Andes et à la frontière avec l'Argentine.

## Histoire
La région a été pour la première fois explorée au XVIe siècle par les Espagnols qui fondèrent la ville de Valdivia. Ils durent néanmoins l'abandonner après une attaque des Mapuches. Jusqu'au XVIIIe siècle, la région, à l'exception de l'île de Chiloé, fut oubliée par les Espagnols. C'est lorsque le passage par le sud fut découvert et utilisé par les navires britanniques qu'ils revinrent s'installer à Valdivia et principalement à Corral où un ancien fort peut être visité.
À la fin du XIXe siècle et sous l'impulsion du gouvernement chilien, des milliers de colons, venus principalement d'Allemagne déboisèrent la région entourant les lacs et bâtirent de nouvelles villes. L'une d'elles, Puerto Varas est l'exemple le plus réussi de l'intégration de l'architecture allemande (bavaroise) au Chili.

## Climat
C'est une région au climat humide. Il y pleut toute l'année, avec des maximums en hiver (juin à septembre). Les températures en été ne dépassent que rarement les 25 °C et les hivers sont relativement froids ; un peu moins de 10 °C en moyenne la journée. L'océan Pacifique fait néanmoins effet de régulateur ; les températures ne fluctuent pas trop abruptement en comparaison de la latitude à laquelle est située cette région.

## Subdivisions administratives
| Province   | Capitale     | Commune                 | Chef-lieu si ≠ de la commune | Population (2012) | Superficie |  |
| Chiloé     | Castro       | 1 Ancud                 |                              | 40 819            | 1 752      |  |
| Chiloé     | Castro       | 2 Castro                |                              | 43 460            | 473        |  |
| Chiloé     | Castro       | 3 Chonchi               |                              | 14 450            | 1 362      |  |
| Chiloé     | Castro       | 4 Curaco de Vélez       |                              | 3 584             | 80         |  |
| Chiloé     | Castro       | 5 Dalcahue              |                              | 13 285            | 1 239      |  |
| Chiloé     | Castro       | 6 Puqueldón             |                              | 4 102             | 97         |  |
| Chiloé     | Castro       | 7 Queilén               |                              | 5 211             | 332        |  |
| Chiloé     | Castro       | 8 Quemchi               |                              | 8 405             | 440        |  |
| Chiloé     | Castro       | 9 Quellón               |                              | 26 057            | 3 244      |  |
| Chiloé     | Castro       | 10 Quinchao             |                              | 8 286             | 161        |  |
| Llanquihue | Puerto Montt | 11 Calbuco              |                              | 32 963            | 591        |  |
| Llanquihue | Puerto Montt | 12 Cochamó              |                              | 3 908             | 3 911      |  |
| Llanquihue | Puerto Montt | 13 Fresia               |                              | 11 704            | 1 279      |  |
| Llanquihue | Puerto Montt | 14 Frutillar            |                              | 16 386            | 831        |  |
| Llanquihue | Puerto Montt | 15 Llanquihue           |                              | 16 520            | 421        |  |
| Llanquihue | Puerto Montt | 16 Los Muermos          |                              | 16 428            | 1 246      |  |
| Llanquihue | Puerto Montt | 17 Maullín              |                              | 15 707            | 861        |  |
| Llanquihue | Puerto Montt | 18 Puerto Montt         |                              | 238 455           | 1 673      |  |
| Llanquihue | Puerto Montt | 19 Puerto Varas         |                              | 37 569            | 4 065      |  |
| Osorno     | Osorno       | 20 Osorno               |                              | 154 137           | 951        |  |
| Osorno     | Osorno       | 21 Puerto Octay         |                              | 8 920             | 1 796      |  |
| Osorno     | Osorno       | 22 Purranque            |                              | 20 283            | 1 459      |  |
| Osorno     | Osorno       | 23 Puyehue              |                              | 10 979            | 1 598      |  |
| Osorno     | Osorno       | 24 Río Negro            |                              | 13 506            | 1 266      |  |
| Osorno     | Osorno       | 25 San Juan de la Costa |                              | 6 587             | 1 517      |  |
| Osorno     | Osorno       | 26 San Pablo            |                              | 10 162            | 637        |  |
| Palena     | Chaitén      | 27 Chaitén              |                              | 3 424             | 8 471      |  |
| Palena     | Chaitén      | 28 Futaleufú            |                              | 2 297             | 1 280      |  |
| Palena     | Chaitén      | 29 Hualaihué            |                              | 8 720             | 2 788      |  |
| Palena     | Chaitén      | 30 Palena               |                              | 1 827             | 2 764      |  |

## Économie
La pêche et l'agriculture sont très importantes pour la région. Le saumon du Chili est à présent exporté. Le tourisme est la deuxième source de revenus, principalement depuis que la région est visitée par les touristes occidentaux venus explorer la cordillère ou profiter de l'accès à Bariloche en Argentine en passant par le lac de Todos los Santos.

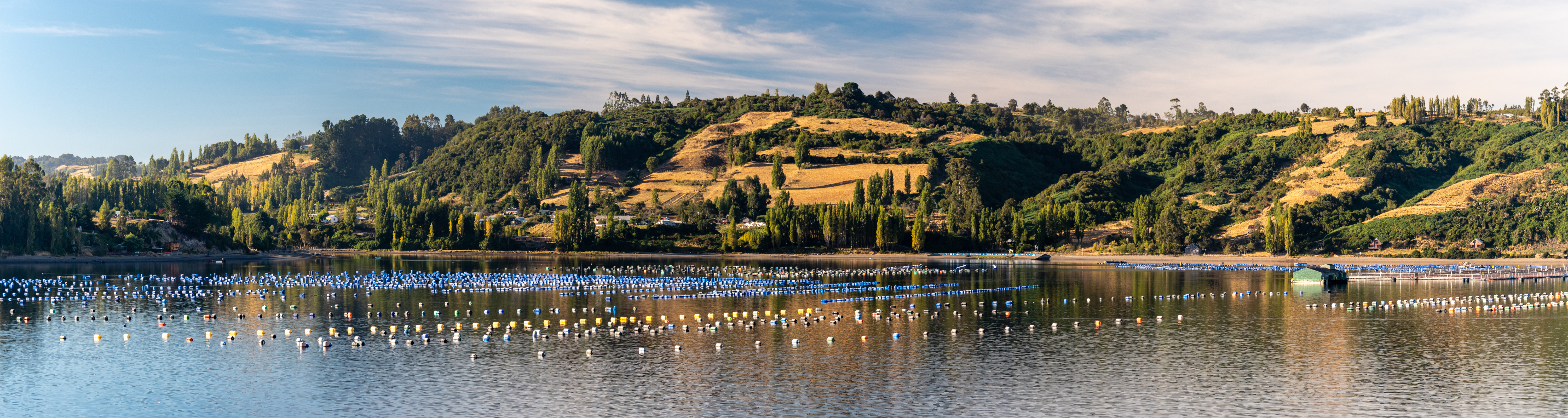
Aquaculture dans la région des lacs au sud de Castro (Chili). Mars 2019.

## Attraits
À présent cette région est principalement connue pour ses sites touristiques, dont celui du volcan Osorno et pour l'île de Chiloé.
Le volcan Osorno est accessible par une route qui mène jusqu'au refuge. Il est possible de skier sur le volcan, une remontée mécanique existe même.
L'île de Chiloé est accessible par bateau depuis le continent. Cette île est connue pour ses églises, disséminées sur l'archipel et qui font partie du patrimoine de l'humanité selon l'UNESCO.

## Tremblement de terre de 1960
Le 22 mai 1960 eut lieu, dans cette région, le tremblement de terre qui, à ce jour, est considéré comme le plus fort qui ait été enregistré, de magnitude 8,5 sur l'échelle de Richter (selon l'onde sismique) et de 9,4 sur l'échelle de Richter (en tenant compte de la taille et du déplacement de la faille). Il y eut 37 épicentres et sa durée est estimée entre 8 et 10 minutes.
Ce séisme fut suivi d'un tsunami destructeur qui engloutit la majeure partie de villes situées face à l'océan Pacifique. Le mouvement des plaques provoqua l'abaissement de plusieurs mètres du terrain, entre Puerto Saavedra au nord de Valdivia et Castro ; la côte fut engloutie en plusieurs endroits.
La force du séisme réveilla plus de dix volcans, et ses conséquences sont encore visibles dans les champs : ceux-ci sont à présent inondés et seules des barrières en bois indiquent l'emplacement d'anciens champs utilisés pour l'agriculture ou la pâture. Il y eut environ 5 600 morts d'après les décomptes officiels, mais comme la région, très pauvre à l'époque, était peuplée avant tout de paysans vivant dans des régions difficiles d'accès, il se peut que le nombre des victimes ait été plus important.